# Santa Rosa de Aguán
Santa Rosa de Aguán is een gemeente (gemeentecode 0206) in het departement Colón in Honduras. De gemeente ligt aan de Caraïbische Zee.
Bij het dorp komt de rivier Aguán in de Caraïbische Zee uit. Tijdens de orkaan Mitch in 1998 trad de rivier buiten haar oevers en overstroomde het dorp. Dit had tientallen doden tot gevolg.

## Bevolking
De bevolking is als volgt verdeeld:
| Vrouwen | 2839 | 52% |
| Mannen  | 2624 | 48% |

## Dorpen
De gemeente bestaat uit twee dorpen (aldea): Santa Rosa de Aguán (code 020601) en Vuelta Grande (020602).